# Michael Swanwick
Michael Swanwick (Filadelfia, Pensilvania, 18 de noviembre de 1950) es un escritor estadounidense especializado en ciencia ficción.
Aunque ha escrito varias novelas, Swandwick es principalmente un autor de relatos cortos, por los que ha ganado varios premios. Su estilo ha sido calificado de elegante y subversivo, muy cercano al ciberpunk.[cita requerida]

### Novelas
- En la deriva (In the Drift, 1984)
- Vacuum Flowers (1987)
- Griffin's Egg (1990)
- Las estaciones de la marea (Stations of the Tide, 1991)
- La hija del dragón de hierro (The Iron Dragon's Daughter, 1993)
- Jack Faust (1997)
- Atrapados en la prehistoria (Bones of the Earth, 2002)
- The Dragons of Babel (2008)
- Dancing With Bears (2011)

### Cuentos
- ¿Hay alguien de Utah por aquí? (Año desconocido)
- La transmigración de Philip K. (Año desconocido)
- El borde del mundo (1989)
- Scherzo con tiranosaurio (1999)
- El perro dijo guau-guau (2001)
- La gatita se echó a reír ante ese juego (2002)
- Legiones en el tiempo (2003)

### Recopilaciones
- Gravity's Angels (1991)
- A Geography of Unknown Lands (1997)
- Moon Dogs (2000)
- Puck Aleshire's Abecedary (2000)
- Tales of Old Earth (2000)
- Cigar-Box Faust and Other Miniatures (2003)
- Michael Swanwick's Field Guide to the Mesozoic Megafauna (2004)
- The Periodic Table of Science Fiction (2005)
- The Dog Said Bow-Wow (2007)

### Ensayos
- User's Guide to the Postmoderns, Asimov's, 1986
- The Postmodern Archipelago (1997)

## Adaptaciones
Su relato Ice Age (1984) fue adaptado para la televisión en el episodio del mismo título de la primera temporada de la serie antológica animada de Netflix Love, Death & Robots (2019).
En el tercer volumen de la serie, su relato The Very Pulse Of The Machine (1998) tuvo su adaptación para el segundo capítulo.

## Premios

### Obtenidos
- 1982: Premio SF Chronicle de relato largo por Mummer Kiss
- 1990: Premio Theodore Sturgeon Memorial por The Edge of the World
- 1991: Premio Nébula de novela por Las estaciones de las mareas
- 1992: Premio SF Chronicle de novela por Las estaciones de las mareas
- 1996: Premio Mundial de Fantasía por Radio Waves
- 1999: Premio Hugo de relato corto por The Very Pulse of the Machine
- 2000: Premio Hugo de relato corto por Scherzo con tiranosaurio
- 2002: Premio Hugo de relato corto por El perro dijo guau-guau
- 2003: Premio Hugo de relato por Slow Life
- 2004: Premio Hugo de relato por Legiones en el tiempo

### Finalista
- 2003: Premio Nébula de novela por Bones of the Earth.
- 1992: Premio Hugo de novela por Las estaciones de la marea
- 1998: Premio Hugo de novela por Jack Faust
- 2003: Premio Hugo de novela por Bones of the Earth
- 1993: Premio Arthur C. Clarke por Las estaciones de la marea
- 1994: Premio Arthur C. Clarke por La hija del dragón de hierro
- 1993: Premio John W. Campbell Memorial por Las estaciones de la marea